# THE REMIXES II
『THE REMIXES II』（ザ・リミキシーズ・ツー）は、日本の音楽グループEvery Little Thingが1998年11月18日に発売した2枚目のリミックス・アルバムである。

## 概要
2枚目のアルバム『Time to Destination』収録曲から構成されたリミックス・アルバムである。
後にアナログ盤『THE REMIXES II ANALOG SET』が発売された。
CD形のジャケットが特徴で、曲目と参加リミキサーのバイオグラフィーが記載されている（歌詞カードは無し）

## 収録曲
1. Face the change (EBOMAN's Remix) [5:45]
リミックス：EBOMAN
2. Shapes Of Love (Deejay Punk-Roc Remix) [5:50]
リミックス：Deejay Punk-Roc
3. 今でも･･･あなたが好きだから (Tuff Jam's Classic Garage Remix) [6:56]
リミックス：Tuff Jam
4. 出逢った頃のように (Hybrid Remix) [6:04]
リミックス：Hybrid
5. Hometown (Toon's R&B Remix) [4:36]
リミックス：Rod Antoon
6. モノクローム (Dom+Roland Remix) [5:30]
リミックス：Dom+Roland
7. Time goes by (Hybrid Remix) [7:24]
リミックス：Hybrid
8. For the moment (Satoshi's Burst Mix) [4:54]
リミックス：日高智（GTS）
9. True colors (Fake Colors Treatment Take 1) [3:30]
リミックス：藤井麻輝
10. Shapes Of Love (D-Z Bleeding Messiah Mix Ver. 2) [5:31]
リミックス：D-Z
11. 今でも･･･あなたが好きだから (HΛL's Go Insane Mix) [4:54]
リミックス：HΛL
12. 出逢った頃のように (NAO'S ATOMIC MIX) [6:21]
リミックス：NAO NAKAMURA（Bad Attitude）、Honzawa
13. All along (Dub's Double-Speed Remix) [7:01]
リミックス：Dub Master X

## THE REMIXES II ANALOG SET
1999年6月16日に限定生産で発売された4枚組のアナログ盤である。
CDに収録されたリミックスに加え、CD未収録のリミックスが収録されている。また、CDに収録されたリミックスの一部はロングバージョンで収録されている。

### 収録曲
※ロングバージョン（CDはRadio Edit収録）

#### Disc 1
side A
1. For the moment (Main Mix) [6:18]
リミックス：Prophets Of Sound
2. For the moment (Satoshi's Burst Mix) [7:03] ※
リミックス：日高智（GTS）

side B
1. 今でも･･･あなたが好きだから (Tuff Jam's Classic Garage Remix) [6:52]
リミックス：Tuff Jam
2. 今でも･･･あなたが好きだから (HΛL's Go Insane Mix) [4:49]
リミックス：HΛL
3. Hometown (Toon's R&B Remix) [4:33]
リミックス：Rod Antoon
4. Hometown (H.Hakamada Wicked Mix) [4:35]
リミックス：袴田秀樹

#### Disc 2
side A
1. Face the change (Final Version) [8:17] ※
リミックス：EBOMAN
「Face the change (EBOMAN's Remix)」のロングバージョン。
2. Face the change (Kitto Mix) [6:09]
リミックス：Motsu
3. Face the change (B.U.S REMIX) [6:58]
リミックス：B.U.S(build up swing)

side B
1. モノクローム (Vocal Mix) [5:29]
リミックス：Dom+Roland
2. モノクローム (H II H Remix) [6:40]
リミックス：H II H
3. True colors (Fake Colors Treatment Take 1) [3:28]
リミックス：藤井麻輝
4. True colors (Take 1) [4:33]
リミックス：Shige

#### Disc 3
side A
1. All along (Main Mix) [6:39]
リミックス：Prophets Of Sound
2. All along (Dub's Double Speed Remix) [9:03] ※
リミックス：Dub Master X
「All along (Dub's Double-Speed Remix)」のロングバージョン。

side B
1. 出逢った頃のように (Hybrid Remix) [6:01]
リミックス：Hybrid
2. 出逢った頃のように (Nao's Atomic Mix Take 1) [9:06] ※
リミックス：中村ナオ（Attitude）、Honzawa
「出逢った頃のように (NAO'S ATOMIC MIX)」のロングバージョン。
3. 出逢った頃のように (Orienta-Rhythm Hard Club Mix) [7:26]
リミックス：Orienta-Rhythm

#### Disc 4
side A
1. Shapes Of Love (Deejay Punk-Roc Remix) [5:49]
リミックス：Deejay Punk-Roc
2. Shapes Of Love (D-Z Bleeding Messiah Mix Version 2) [5:29]
リミックス：D-Z

side B
1. Time goes by (Hybrid Remix) [7:22]
リミックス：Hybrid
2. Time goes by (Lover's Chemistry Mix) [4:55]
リミックス：m-flo